# Rechtsbegriff
Rechtsbegriff ist in der Rechtswissenschaft ein Lexem, ein für rechtliche Zwecke definierter Begriff, mit einem mehr oder weniger präzise formulierten, rechtsrelevanten Inhalt.

## Allgemeines
Der Neologismus „Rechtsbegriff“ wurde von Philipp von Zesen erfunden.
Einen spezifisch rechtswissenschaftlichen Bedeutungsinhalt in diesem Sinne erhält ein Wort oder Begriff vor allem dadurch, dass es/er in Gesetzen verwendet und aufgegriffen und entweder durch das Gesetz selbst oder durch dessen Auslegung durch Gerichte und Rechtslehre inhaltlich bestimmt und konkretisiert wird. Nicht alle Rechtsbegriffe sind durch eine Legaldefinition festgelegt. So sind etwa im Rechtsverkehr und Alltagsleben häufig vorkommende Begriffe wie Zins oder Urkunde nicht legaldefiniert, sondern werden als bekannt vorausgesetzt. Das führt dazu, dass bei Streitigkeiten im Einzelfall geprüft werden muss, ob etwa das Disagio zum Zins gehört oder die Briefmarke als Urkunde anzusehen ist. Trotz fehlender Legaldefinition gebraucht der Gesetzgeber diese Begriffe sehr häufig (Zins etwa in § 488 Abs. 1 BGB beim Darlehensvertrag, Urkunde im Rahmen des § 267 StGB bei Urkundenfälschung). Bei einer fehlenden Legaldefinition ist es zunächst unklar, ob bestimmte Rechtsfolgen im Einzelfall eintreten. Fälscht jemand Briefmarken, so stellt sich die Frage, ob dies als Urkundenfälschung bestraft werden kann. Im Besonderen Teil des Strafgesetzbuchs findet sich kein weiteres Tatbestandsmerkmal, welches dem Urkundenbegriff im Schwierigkeitsgrad der Auslegung und der Unübersichtlichkeit der Judikatur gleichkäme. Zivilprozessrechtlich ist die Urkunde eine schriftlich verkörperte Gedankenerklärung (§ 415 Abs. 1 ZPO).
Rechtsbegriffe sind beispielsweise das „Eigentum“, das „Zurückbehaltungsrecht“, der „Vertrag“, die „öffentliche Ordnung“ oder der „Auftrag“. Kein Rechtsbegriff in diesem Sinne ist dagegen das Wort „Rechtsbegriff“ selbst, da ihm ein spezifisch rechtswissenschaftlicher Bedeutungsinhalt fehlt. Lediglich als zusammengesetzter Terminus „bestimmter Rechtsbegriff“ und „unbestimmter Rechtsbegriff“ hat er einen solchen spezifischen Bedeutungsinhalt.

## Arten
Dem Gesetzgeber ist es nicht immer daran gelegen, einen so genannten „wohl definierten“ Begriff im Sinne der exakten Wissenschaften einzuführen, der eine ausdrücklich präzise und eindeutige gesetzliche Definition erfährt. Nur dann kann jederzeit entschieden werden, ob bestimmte Sachverhalte ihm unterfallen oder nicht. Deshalb unterscheidet man zwischen bestimmten und unbestimmten Rechtsbegriffen.

### Bestimmte Rechtsbegriffe
Sind Begriffe inhaltlich eindeutig definiert, handelt es sich um bestimmte Rechtsbegriffe. Die Eindeutigkeit ergibt sich, wenn sie mit den Sinnen wahrnehmbar sind („vorgelesen, von den Parteien genehmigt und in Anwesenheit des Notars eigenhändig unterzeichnet“; Beurkundung nach § 20 BNotO), unter naturwissenschaftlichen Gesichtspunkten feststehen („die Vollmacht endet mit dem Tod des Vollmachtgebers“) oder durch mindestens eine Rechtsnorm festgelegt wurden („Beitragszeiten sind Zeiten, für die nach Bundesrecht Pflichtbeiträge (Pflichtbeitragszeiten) oder freiwillige Beiträge gezahlt worden sind“, § 55 Abs. 1 SGB VI).
Zu den bestimmten Rechtsbegriffen gehören auch die abschließenden Aufzählungen (Enumerationsprinzip). Nur die abschließenden Aufzählungen gehören zu den bestimmten Rechtsbegriffen; nicht abschließende Aufzählungen sind dagegen unbestimmte Rechtsbegriffe. Bei der abschließenden Variante ist dem Gesetzgeber daran gelegen, den Kreis der von der Vorschrift betroffenen Fälle von vornherein zu begrenzen und andere, nicht aufgezählte Sachverhalte von der Regelung auszuschließen. Gibt der Gesetzgeber durch eine Enumeration zu erkennen, dass er eine Ausdehnung des Anwendungsbereichs auf ähnliche, nicht genannte Fälle nicht zulässt (enumeratio ergo limitatio), so handelt es sich um eine abschließende Aufzählung. Die abschließende Aufzählung hat Ausschlusswirkung für alle nicht von der Regelung erfassten Tatbestände und kann nicht durch Auslegung erweitert werden. Sie ist technisch zu erkennen an einer im Gesetz verwendeten Wortwahl (meist „nur“, „ausschließlich“).
Zur Verwirrung trägt der Gesetzgeber bei, indem er denselben bestimmten Rechtsbegriff im selben Gesetz unterschiedlich definiert. So sind „Nutzungen“ in § 987 BGB ausschließlich Sachfrüchte, in § 100 BGB dagegen auch Rechtsfrüchte. Diese inkonsequente Gesetzestechnik trägt nicht zur Rechtssicherheit bei.

### Unbestimmte Rechtsbegriffe
Dem Gesetzgeber ist aber manchmal daran gelegen, auch unbestimmte Rechtsbegriffe mit mehrdeutigem Inhalt zu verwenden. Das geschieht meist mit Absicht, um etwa künftige konkrete Entwicklungen in der Alltagspraxis nicht von vorneherein durch eine genau festgelegte gesetzliche Regelung auszuschließen und/oder der Rechtsprechung und Literatur die Subsumtion eines Einzelfalls unter die Begriffe bzw. die Konkretisierung der unbestimmten Begriffe zu überlassen. Die Formulierung im Gesetz ist dann so offen vorgenommen worden, dass die inhaltliche Bestimmung vom konkreten Sachverhalt abhängt, auf den die Norm angewandt werden soll. So ist die Versagung einer Erlaubnis für eine Gaststätte nach § 4 Abs. 1 GastG davon abhängig, ob der Antragsteller die erforderliche Zuverlässigkeit besitzt. Im Einzelfall ist dann gerichtlich zu klären, welche persönlichen Merkmale zur Zuverlässigkeit gehören. Dass beim Gebäude-Begriff die Merkmale Fenster und Wände fehlen, ist sicherlich keine Gesetzeslücke; vielmehr wollte der Gesetzgeber bei dieser Vorschrift möglichst viele Bauwerke (wie fensterlose Lagerhallen) erfassen. Gebäude ist in § 306 Abs. 1 Ziff. 1 StGB (Brandstiftung) anders als in § 243 Abs. 1 Nr. 1 StGB (Diebstahl) definiert. Insofern haben bewusste Gesetzeslücken die Aufgabe, offen zu sein für nicht geregelte Sachverhalte. Unbestimmte Rechtsbegriffe werden überwiegend im Tatbestandsbereich verwandt, seltener auf der Rechtsfolgenseite.
Bei der nicht abschließenden Aufzählung will der Gesetzgeber die beispielhaft aufgezählten Fälle in den Tatbestand einbeziehen, lässt jedoch ausdrücklich auch nicht aufgezählte Sachverhalte für eine spätere Extension zu („…, insbesondere …“ oder „dazu gehören …“). Es kommt mithin auf die Verwendung bestimmter Schlüsselwörter an, die auf eine nicht abschließende Aufzählung schließen lassen. Dann ist es den Gerichten überlassen, die in der Norm nicht aufgezählten Tatbestände im Wege der Extension einzubeziehen und damit Gefahr zu laufen, gegen die Eindeutigkeitsregel zu verstoßen. Sie besagt, dass eindeutige und klar formulierte Gesetze einer Auslegung nicht zugänglich sind.
Generalklauseln sind als offene Rechtsnorm ebenfalls bewusst auslegungsfähig gestaltet. Sie sollen mit der sich ständig ändernden Alltagswirklichkeit Schritt halten (siehe Treu und Glauben).

## Zitate
(aus Leipziger Korpus):

„Obwohl von Kant nachhaltig beeinflusst, lehnte er doch dessen Formalismus ab und bestimmte den Rechtsbegriff nicht formal-positivistisch, sondern inhaltlich: bezogen auf den höchsten Rechtswert, die Gerechtigkeit.“

„Ihr ganzer Rechtsbegriff ist ihre Furcht.“